# Kennetia bicolorata
Kennetia bicolorata är en stekelart som beskrevs av Giordani Soika 1995. Kennetia bicolorata ingår i släktet Kennetia och familjen Eumenidae. Inga underarter finns listade i Catalogue of Life.